# بيزول
بيزول (بالإنجليزية: Pizol)‏ هو أحد جبال سلسلة جبال الألب غلاروس ويقع في كانتون سانت غالن في سويسرا. يحتل المرتبة رقم 259 في قائمة جبال سويسرا من حيث الارتفاع، إذ يبلغ ارتفاعه حوالي 2844 متر، بينما يبلغ ارتفاع نتوء الجبل 457 متر، هذا وقد سجل أول وصول لقمة الجبل عام 1864.